# 中沙尼治
中沙尼治（英語：Central Saanich）是加拿大卑詩省西南部首府地區一個區域自治體（district municipality），坐落溫哥華島東南角上的沙尼治半島，東西分別瀕臨佐治亞海峽和沙尼治内灣，南鄰沙尼治，西南臨非建制地區威利斯角（Willis Point），北面則與北沙尼治為鄰。據2011年加拿大人口普查所示，中沙尼治區內人口為15936人。中沙尼治區於1950年12月12日正式建制為區域自治體。溫哥華島上其中一個主要旅遊景點布查德花園位於中沙尼治區西南角的布倫活灣。
區内的主要幹道為卑詩省17號公路，南通維多利亞，北至北沙尼治的施瓦茨灣卑詩渡輪碼頭。航空交通方面，最接近中沙尼治的主要機場為位於北沙尼治的維多利亞國際機場。

## 外部連結
- 维基共享资源上的相關多媒體資源：中沙尼治
- （英文）Welcome to Central Saanich （页面存档备份，存于）－中沙尼治區政府官方網站